# Elias Ericson
Elias Stjärne Ericson, född 1994 i Stockholm, är en svensk illustratör, serieskapare och författare. Han har gjort illustrationer, en barnbok och tecknade serier som berör teman som HBTQ, unga människor, olika former av förtryck och psykisk ohälsa. Ericsson debuterade 2013 med serieromanen "Åror" och gav 2014 ut "Blompojken". År 2021 gav han ut "Diana & Charlie".
Gunilla Brodrej sa följande i Expressen om "Blompojken" när den släpptes: "Jag kan faktiskt inte säga om "Blompojken" förstärker känslan av utanförskap, om den är bekräftande genom möjligheten till identifikation eller om den bara hjälper läsaren att komma i kontakt med sina känslor. Först och främst är den en present till alla barn som inte kan, behöver eller vill definiera sig själva som pojke eller flicka. Och en snyting till alla dem som inget förstår."
Ericsons debutverk Åror handlar om en ung transpersons första år på gymnasiet.